# 滨海特拉西
滨海特拉西（法語：Tracy-sur-Mer，法語發音：[tʁasi syʁ mɛʁ] ⓘ）是法国卡尔瓦多斯省的一个市镇，属于巴约区。

## 地理
滨海特拉西（49°20'0"N, 0°38'13"W）面积3.72 平方千米，位于法国诺曼底大区卡爾瓦多斯省，该省份为法国西北部沿海省份，北濒大西洋英吉利海峡，东北与滨海塞纳省以海上边界相接，东临厄尔省，南至奧恩省，西与芒什省接壤。
与滨海特拉西接壤的市镇（或旧市镇、城区）包括：阿罗芒什莱班、贝桑地区马尼、芒维约、里村。

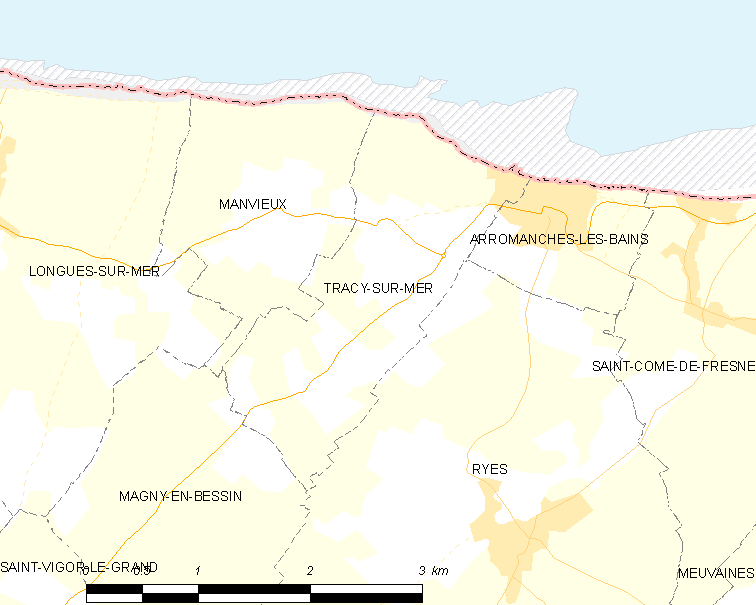
滨海特拉西的OSM定位图

滨海特拉西的时区为UTC+01:00、UTC+02:00（夏令时）。

## 行政
滨海特拉西的邮政编码为14117，INSEE市镇编码为14709。

## 政治
滨海特拉西所属的省级选区为巴约县。

## 人口

1962-2008年间滨海特拉西人口变化图示

滨海特拉西于2022年1月1日时的人口数量为348人。